# 横谷総一
横谷 総一（よこたに そういち、1965年9月2日 - ）は、岡山県岡山市出身の元プロ野球選手（内野手）。

## 来歴・人物

### プロ入り前
岡山県立岡山南高等学校への在学中は、投手ながら高打率をマーク。2年生だった1982年春の第54回選抜高等学校野球大会に「3番・中堅手」として出場すると、早稲田実業高等学校との2回戦で荒木大輔から二塁打と三塁打を放った。ちなみに、当時のエースは川相昌弘（卒業後に読売ジャイアンツで内野手に転向）、4番打者は本間立彦（卒業後に日本ハムファイターズへ入団した内野手）だった。
高校3年時の1983年には、1学年先輩に当たる川相や本間の卒業を受けて、エース兼4番打者として活躍。春の岡山県大会決勝で岡山県立岡山東商業高等学校の八木裕と投げ合った一方で、夏の第65回全国高等学校野球選手権大会では、中京高等学校との2回戦で野中徹博から二塁打を放った。結局、在学中の対外試合では、通算で打率.538、10本塁打、56盗塁という好成績を残している。
高校からの卒業後に本田技研で硬式野球を続けることを予定していたが、1983年秋のNPBドラフト会議終了後に、ドラフト外扱いながら投手として阪神タイガースと契約。担当スカウトは谷本稔で、上記の実績を背景に「走・攻・守の三拍子が揃った野手」として評価されていたことから、阪神への入団を機に内野手へ転向した。入団当初の背番号は61。

### プロ入り後
入団5年目の1987年までは二軍での生活に終始していて、八木が内野手として三菱自動車水島から入団した1986年には、右肘から軟骨を除去する手術を受けた。背番号を46に変更した1988年に、レギュラー三塁手の座を八木と争いながら、一軍公式戦45試合に出場。同年は9月20日の対広島東洋カープ戦（広島市民球場）で大野豊からソロ本塁打を放ったことを皮切りに、一軍公式戦の終盤だけで3本の本塁打を記録した。
一軍に定着していた時期には、阪神主催の公式戦が地元の岡山県営球場で組まれるたびに、スタメンへ起用されては安打を放っていた。もっとも、1992年以降は一軍公式戦への出場機会がなく、1994年限りで現役を引退。

### 現役引退後
阪神球団に職員として在籍しながら、阪神電気鉄道事業部への出向を経て、1995年1月1日付で阪神甲子園球場に配属。当時は球場の付近に住んでいたことから、配属の16日後（1月17日）にその自宅で阪神・淡路大震災の発災に遭遇すると、球場へいち早く出勤しうえで場内の被災状況を確認した。本人が後年述懐したところによれば、「自宅の一室に据え付けていた大型のテレビが（地震の影響で）自分の頭をかすめながら倒れる」という目に遭ったにもかかわらず、「甲子園球場は『聖地』と呼ばれるほど特別な場所なので、（球場に駆け付けたというより）野球人なら誰もが当たり前のように抱く感情で（球場に）吸い寄せられた」という。
出向期間中には、阪神甲子園球場でチケットや球団公式グッズの販売業務に従事するかたわら、パソコンの扱い方を独学で身に付けた。1997年に阪神球団へ復帰したことを機に、二軍のマネジャーへ着任。1999年に編成部で調査業務を担当した後に、2000年から広報部へ異動すると、NPBの球団で初めてプレスリリースの配信に電子メールを活用した。その後は、2008年に編成部の企画調査担当、2009年から2015年まで管理部の課長（総務担当）を歴任。2016年からは、球団本部の部長として、選手の査定や契約交渉に携わっている。
岡山南高校時代のチームメイトだった川相とは、互いに現役を引退した後も親交が深い。阪神球団本部長時代の2020年には、当時野球解説者・野球評論家として活動していた川相に対して、チームの弱点である内野守備やバントの技術を翌2021年の春季キャンプで指導するよう打診した。阪神球団の関係者で横谷だけが川相の連絡先を知っていることによる打診だったが、現役時代に通算の犠打数で世界プロ野球公式戦記録を樹立していた川相は、この打診を受諾。2021年の春季キャンプでは、「臨時コーチ」という立場で、阪神の内野陣を3週間にわたって指導した。阪神にとって長年のライバルに当たる読売ジャイアンツ（巨人）のOBが、臨時コーチとして阪神のキャンプへ参加したことは異例だったが、川相自身は2022年から指導者として巨人に復帰している。
なお、阪神が自身の現役時代（二軍での生活に終始していた1985年）以来38年振りに日本シリーズを制覇した2023年には、シリーズの終了後にセントラル・リーグから「球団功労賞」を授与された。データに基づく論理的で緻密な分析力と、選手との会話を重んじる心温かな姿勢で選手からの厚い信頼を集めながら、一軍の38年振り日本シリーズ制覇を後押ししたことが評価されたことによる。

## 詳細情報

### 年度別打撃成績
| 年 度     | 球 団     | 試 合 | 打 席 | 打 数 | 得 点 | 安 打 | 二 塁 打 | 三 塁 打 | 本 塁 打 | 塁 打 | 打 点 | 盗 塁 | 盗 塁 死 | 犠 打 | 犠 飛 | 四 球 | 敬 遠 | 死 球 | 三 振 | 併 殺 打 | 打 率 | 出 塁 率 | 長 打 率 | O P S |
| --------- | --------- | ----- | ----- | ----- | ----- | ----- | -------- | -------- | -------- | ----- | ----- | ----- | -------- | ----- | ----- | ----- | ----- | ----- | ----- | -------- | ----- | -------- | -------- | ----- |
| 1988      | 阪神      | 45    | 77    | 69    | 3     | 16    | 6        | 0        | 0        | 22    | 2     | 0     | 1        | 4     | 0     | 4     | 2     | 0     | 12    | 1        | .232  | .274     | .319     | .593  |
| 1989      | 阪神      | 33    | 60    | 57    | 5     | 17    | 3        | 0        | 3        | 29    | 7     | 2     | 0        | 1     | 0     | 2     | 0     | 0     | 14    | 3        | .298  | .322     | .509     | .831  |
| 1990      | 阪神      | 4     | 4     | 4     | 0     | 0     | 0        | 0        | 0        | 0     | 0     | 0     | 0        | 0     | 0     | 0     | 0     | 0     | 0     | 1        | .000  | .000     | .000     | .000  |
| 1991      | 阪神      | 8     | 24    | 22    | 2     | 4     | 3        | 0        | 0        | 7     | 0     | 0     | 0        | 0     | 0     | 2     | 0     | 0     | 8     | 0        | .182  | .250     | .318     | .568  |
| 通算：4年 | 通算：4年 | 90    | 165   | 152   | 10    | 37    | 12       | 0        | 3        | 58    | 9     | 2     | 1        | 5     | 0     | 8     | 2     | 0     | 34    | 5        | .243  | .281     | .382     | .663  |

### 記録
- 初出場：1988年4月8日、対広島東洋カープ1回戦（広島市民球場）、9回表に田尾安志の代走として出場
- 初安打・初打点：1989年5月29日、対横浜大洋ホエールズ12回戦（阪神甲子園球場）、9回裏に中山裕章から適時打
- 初先発出場：1988年6月9日、対広島東洋カープ10回戦（広島市民球場）、7番・中堅手として先発出場
- 初本塁打：1989年9月20日、対広島東洋カープ20回戦（広島市民球場）、3回表に大野豊からソロ

### 背番号
- 61（1984年 - 1987年）
- 46（1988年 - 1994年）